# Jean II. Le Maingre

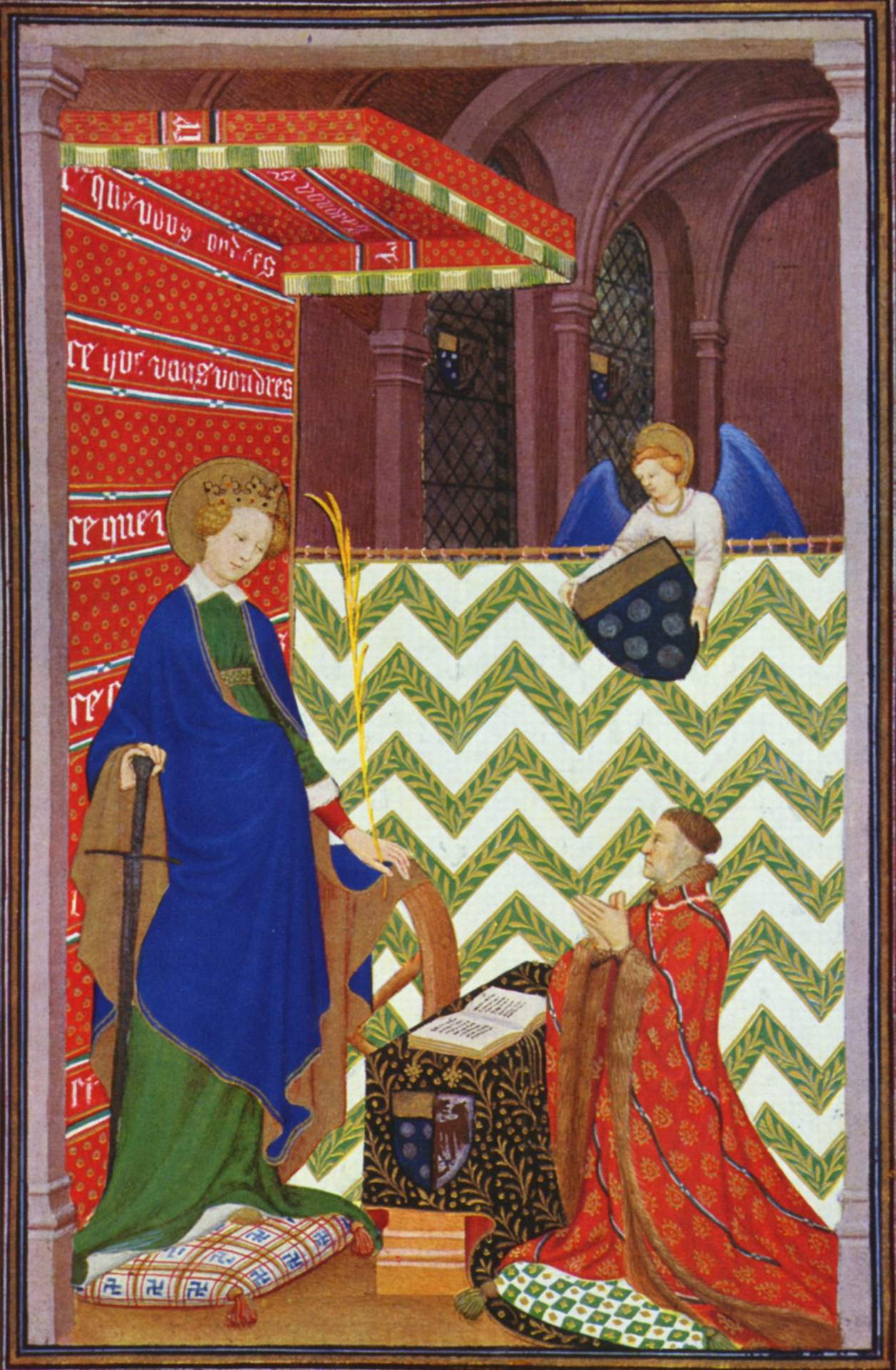
Miniatur eines unbekannten Meisters: Boucicaut bei der Anbetung der Hl. Katharina. Aus dem Stundenbuch des Maréchal de Boucicaut

Jean II. Le Maingre, genannt Boucicaut (deutsche Dichtung: Marschall Johann, altfranzösisch Jehan le Meingre; * 28. August 1366 in Poitiers; † 1421 in Yorkshire), war Marschall von Frankreich.
Er war ein Sohn des Jean I. Le Maingre, ebenfalls genannt Boucicaut („der Tapfere)“.
Im Alter von 12 Jahren war er ein Begleiter des Herzogs Louis II. de Bourbon auf einem Normandie-Feldzug. Mit 16 Jahren wurde er am 26. November 1382, dem Vorabend der Schlacht bei Roosebeke, zum Ritter Frankreichs geschlagen. Ein Jahr später begann er die ersten seiner ausgiebigen Reisen, die mehr als zwanzig Jahre seines Lebens in Anspruch nahmen.
Im Jahre 1384 unternahm er seine erste Preußenfahrt, um dem Deutschritterorden in dessen Krieg gegen die nichtchristlichen Litauer beizustehen. Im Winter kehrte er nach Preußen zurück.
Nach einigen Feldzügen gegen die Mauren im Inneren Spaniens und gegen die Tolosaner im Inneren Frankreichs begleitete Boucicaut den Herzog von Bourbon erneut, diesmal nach Spanien, das im Hundertjährigen Krieg zum Nebenkriegsschauplatz geworden war.
Darauf reiste er zwei Jahre lang durch den Balkan und den Nahen Osten, in Begleitung seines Freundes Renaud de Roye und später in Begleitung des Philipp von Artois, eines Prinzen königlichen Blutes und Grafen von Eu.
Der Waffenstillstand von Leulingen (1389–1392) hatte den Krieg mit England vorübergehend unterbrochen, daher nahm Boucicaut am Tjosten von Saint-Inglevert teil (1390). Ein Jahr später brach er zu seiner nunmehr dritten Preußenfahrt auf. Wegen seiner überaus großen Verdienste im Krieg gegen die Heiden in Livland und Preußen wurde er am 25. Dezember 1391 von König Karl VI. zum „Maréschal de France“ also zum „Marschall Frankreichs“ geschlagen.
Am 23. Dezember 1393 heiratete er per Ehevertrag Antoinette de Beaufort, Comtesse d’Alais, Tochter von Raymond Louis Roger, Comte de Beaufort, Vicomte de Turenne, die kurz nach dem 18. Juli 1416 auf Château d’Alais starb (siehe Haus Rogier de Beaufort).
1396 war er ein bedeutender Teilnehmer der französisch-ungarischen Heerfahrt gegen die osmanischen Türken, welche am 28. September 1396 in der Schlacht von Nikopolis eine schwere Niederlage erlitt. Er entging der Hinrichtung, da man ihn freikaufte.
1399 wurde er Anführer eines französischen Expeditionskorps, das Manuel II., Kaiser von Byzanz, gegen die Osmanen beistehen sollte. In Anbetracht seiner militärischen Fähigkeiten und seiner Kenntnis des Ostens wurde er zum „Gouverneur de Jennes“ – zum „Gouverneur von Genua“ also – ernannt. Genua hatte sich 1396 dem Reich Karls VI. unterstellt. Er wehrte erfolgreich eine Attacke des Königs Janus von Zypern ab, der die von den Genuesen eroberte Stadt Famagusta zurückzuerobern versuchte. Nach ein paar Kämpfen im östlichen Mittelmeer schüttelten die Genuesen seine Herrschaft als Vertreter Frankreichs in Genua 1409 ab.
Er kehrte nach Frankreich zurück und bekam die Rivalitäten der Häuser Burgund und Orléans zu spüren. In der Schlacht von Azincourt im Jahre 1415 geriet er schließlich in englische Gefangenschaft und starb sechs Jahre später in der englischen Stadt York.